# 鎌田祐哉
鎌田 祐哉（かまだ ゆうや、1978年11月30日 - ）は、秋田県秋田市下新城出身の元プロ野球選手（投手）。

## 経歴

### プロ入り前
秋田経法大附属高校3年時に、第78回全国選手権に出場。この時のエースは金沢博和（後にJTへ進む）で、鎌田は2番手だった。全国選手権では初戦で波佐見高校に敗れている。
卒業後は早稲田大学へ進学。2年の春にエース格となり、1999年の3年時、六大学春季リーグ戦で優勝に貢献しベストナインに選ばれる。大学選手権では初戦を完封し、決勝は先発したが秋田北中時代の1年後輩石川雅規（青学大）と投げ合い、4年藤井秀悟が救援したが敗れた。また、1学年上の藤井秀悟とともに日米大学野球日本代表に選ばれた。東京六大学リーグでは、通算54試合登板、13勝17敗、防御率2.40、231奪三振の成績であった。
2000年度ドラフト会議にてヤクルトスワローズから2位指名を受け、入団。背番号は20。同期入団には坂元弥太郎、畠山和洋らがいる。

### ヤクルト時代
2001年は、4月3日の対読売ジャイアンツ戦で一軍初登板を果たす。9月26日の対中日ドラゴンズ戦で初先発を果たし、6回無失点で初勝利を挙げた。8試合に登板し、1勝0敗、防御率0.59だった。
2003年は、2完封を含む6勝をあげて先発ローテーションに定着する。
2004年は前年の活躍から期待されたが、16試合の登板で1勝、防御率も6点台と不振に陥った。
2005年は、プロ入り初の一軍未登板に終わった。
2006年は、一軍登板復帰を果たしたが、防御率は5点台だった。
2007年は、開幕前に右肩腱板不全断裂という負傷を負ったもののシーズン途中に復帰し、主に中継ぎとして22試合の登板ながら防御率1点台と復調の兆しを見せた。
2008年は、二軍で抑えとして結果を残し、一軍では中継ぎとして16試合に登板するも、再び防御率6点台を記録。期待される投球はできなかった。
2009年は、一軍での登板数は9試合にとどまり、活躍はできなかった。
2010年はヤクルトでの一軍出場はなかった。

### 楽天時代
2010年6月14日に渡邉恒樹との交換トレードで東北楽天ゴールデンイーグルスへ移籍。背番号は渡邉が着けていた34。しかし楽天でも一軍登板はなかった。
2011年も一軍登板はないまま、10月9日に戦力外通告を受けた。
その後、楽天の首脳陣のミスリードによる故障発生であることがわかり、フロントから再契約の打診を受けていたところ、同年オフに監督就任した星野仙一が、『右ピッチャーはこれ以上いらない。』と鎌田との再契約を拒否した為、正式に戦力外となった。

### 台湾時代
2012年シーズンから中華職業棒球大聯盟・統一セブンイレブンライオンズに入団。先発ローテーション入りし、開幕から11連勝を含む16勝を挙げ、勝投王（最多勝利）のタイトルを獲得、ベストナインとゴールデングラブ賞に選ばれた。しかし後半戦の内容が悪かったことや、台湾シリーズで結果を残せず、2012年シーズン限りで退団となった。

### 引退後
2013年、年明けに再契約のオファーも届いてはいたが、本人のブログにて現役引退を表明し、4月から城北不動産にて会社員として勤務し営業を担当。同年7月14日、統一からの招待で台湾・台南にて引退セレモニーを実施した。

## 選手としての特徴・人物
150キロ近い直球にカットボール、縦横2種類のスライダーとチェンジアップ、カーブが武器。
デジタルメディアやアニメ観賞が趣味であり、愛機は2003年頃からHDDを交換しながらも使い続けるMacとiPad。バス移動がほとんどの台湾では、車中、ダウンロードした音楽やアニメで時間を過ごしてきた。お気に入りは『交響詩篇エウレカセブン』。

## 詳細情報

### 年度別投手成績
| 年 度     | 球 団     | 登 板 | 先 発 | 完 投 | 完 封 | 無 四 球 | 勝 利 | 敗 戦 | セ 丨 ブ | ホ 丨 ル ド | 勝 率 | 打 者 | 投 球 回 | 被 安 打 | 被 本 塁 打 | 与 四 球 | 敬 遠 | 与 死 球 | 奪 三 振 | 暴 投 | ボ 丨 ク | 失 点 | 自 責 点 | 防 御 率 | W H I P |
| --------- | --------- | ----- | ----- | ----- | ----- | -------- | ----- | ----- | -------- | ----------- | ----- | ----- | -------- | -------- | ----------- | -------- | ----- | -------- | -------- | ----- | -------- | ----- | -------- | -------- | ------- |
| 2001      | ヤクルト  | 8     | 1     | 0     | 0     | 0        | 1     | 0     | 0        | --          | 1.000 | 63    | 15.1     | 12       | 0           | 7        | 0     | 0        | 9        | 0     | 0        | 1     | 1        | 0.59     | 1.24    |
| 2002      | ヤクルト  | 11    | 9     | 0     | 0     | 0        | 3     | 2     | 0        | --          | .600  | 212   | 50.0     | 46       | 4           | 14       | 0     | 2        | 31       | 6     | 0        | 22    | 21       | 3.78     | 1.20    |
| 2003      | ヤクルト  | 30    | 15    | 2     | 2     | 1        | 6     | 7     | 0        | --          | .462  | 462   | 115.0    | 104      | 11          | 25       | 2     | 2        | 83       | 1     | 1        | 43    | 41       | 3.21     | 1.12    |
| 2004      | ヤクルト  | 16    | 10    | 0     | 0     | 0        | 1     | 3     | 0        | --          | .250  | 297   | 64.2     | 82       | 13          | 23       | 1     | 1        | 44       | 2     | 0        | 47    | 45       | 6.26     | 1.62    |
| 2006      | ヤクルト  | 13    | 4     | 0     | 0     | 0        | 3     | 1     | 0        | 0           | .750  | 137   | 32.0     | 33       | 4           | 8        | 1     | 0        | 31       | 1     | 0        | 18    | 18       | 5.06     | 1.28    |
| 2007      | ヤクルト  | 22    | 1     | 0     | 0     | 0        | 0     | 1     | 0        | 3           | .000  | 130   | 31.0     | 27       | 1           | 11       | 1     | 0        | 17       | 2     | 0        | 5     | 4        | 1.16     | 1.23    |
| 2008      | ヤクルト  | 16    | 0     | 0     | 0     | 0        | 0     | 2     | 0        | 1           | .000  | 103   | 21.0     | 33       | 5           | 8        | 1     | 1        | 19       | 0     | 0        | 16    | 16       | 6.86     | 1.95    |
| 2009      | ヤクルト  | 9     | 0     | 0     | 0     | 0        | 0     | 1     | 0        | 1           | .000  | 47    | 12.0     | 8        | 2           | 4        | 1     | 0        | 10       | 0     | 0        | 7     | 7        | 5.25     | 1.00    |
| 2012      | 統一      | 26    | 25    | 2     | 0     | 1        | 16    | 7     | 0        | 0           | .695  | 701   | 171.1    | 169      | 13          | 26       | 0     | 6        | 119      | 5     | 0        | 67    | 60       | 3.15     | 1.14    |
| NPB：8年  | NPB：8年  | 125   | 40    | 2     | 2     | 1        | 14    | 17    | 0        | 5           | .452  | 1451  | 341.0    | 345      | 40          | 100      | 7     | 6        | 244      | 12    | 1        | 159   | 153      | 4.04     | 1.30    |
| CPBL：1年 | CPBL：1年 | 26    | 25    | 2     | 0     | 1        | 16    | 7     | 0        | 0           | .695  | 701   | 171.1    | 169      | 13          | 26       | 0     | 6        | 119      | 5     | 0        | 67    | 60       | 3.15     | 1.14    |

- 2012年度シーズン終了時
- 各年度の太字はリーグ最高

### タイトル
CPBL
- 最多勝利（2012年）

### 表彰
CPBL
- 月間MVP：2回 （2012年3月、5月）
- ベストナイン：1回 （2012年）
- ゴールデングラブ賞：1回（2012年）

### 記録
NPB投手記録
- 初登板：2001年4月3日、対読売ジャイアンツ1回戦（明治神宮野球場）、5回表に2番手で救援登板、1回0/3を1失点
- 初先発・初勝利：2001年9月26日、対中日ドラゴンズ26回戦（ナゴヤドーム）、6回1安打無失点
- 初奪三振：同上、1回裏に山崎武司から
- 初完投勝利・初完封勝利：2003年6月22日、対横浜ベイスターズ14回戦（明治神宮野球場）
- 初ホールド：2007年8月14日、対横浜ベイスターズ11回戦（山口・西京スタジアム）、3回裏1死に2番手で救援登板、3回1失点

NPB打撃記録
- 初安打・初打点：2001年9月26日、対中日ドラゴンズ26回戦（ナゴヤドーム）、6回表に山本昌から左前適時打

### 背番号
- 20 （2001年 - 2009年）
- 48 （2010年 - 同年途中）
- 34 （2010年途中 - 2011年）
- 29 （2012年）